# Ahmet Refik Yılmaz
Ahmet Refik Yılmaz (* 1904 in Istanbul; † 21. Februar 1986 ebenda) war ein türkischer General, der unter anderem zwischen 1966 und 1968 Oberkommandierender des Heeres (Türk Kara Kuvvetleri) war.

## Leben
Yılmaz absolvierte nach dem Schulbesuch eine Offiziersausbildung an der Heeresschule (Kara Harp Okulu), die er 1925 als Fähnrich (Asteğmen) abschloss. Im Anschluss fand er Verwendung als Zugführer einer Infanterieeinheit und begann 1932 seine Ausbildung zum Stabsoffizier an der Heeresakademie (Kara Harp Akademisi), die er 1935 beendete. Danach war er bis 1954 Offizier und Stabsoffizier bei zahlreichen Einheiten.
Nach seiner Beförderung zum Brigadegeneral (Tuğgeneral) 1954 wurde Yılmaz zunächst Befehlshaber der 8. Division sowie anschließend 1955 Kommandant der Reserveoffiziersschule (Yedeksubay Okulu). 1956 erfolgte seine Beförderung zum Generalmajor (Tümgeneral) sowie Ernennung zum Kommandanten der Heeresakademie, ehe er später Befehlshaber der 10. Division wurde. 1959 wurde er zum Generalleutnant (Korgeneral) befördert und übernahm die Funktion als Kommandierender General des VIII. Korps sowie im Anschluss als stellvertretender Oberbefehlshaber der 2. Armee (İkinci Ordu).
Am 23. Juni 1961 wurde Yilmaz zum General (Orgeneral) befördert und übernahm als Nachfolger von General Celal Alkoç die Funktion als Oberbefehlshaber der 3. Armee (Üçüncü Ordu). Auf diesem Posten blieb er bis zum 25. September 1962 und wurde danach durch General Refik Tulga abgelöst. Er selbst wurde daraufhin am 25. September 1962 Nachfolger von General Cemal Tural als Oberbefehlshaber der 1. Armee (Birinci Ordu) und bekleidete dieses Amt, bis er am 19. März 1966 durch General Memduh Tağmaç abgelöst wurde.
Zuletzt wurde General Yılmaz am 21. März 1966 erneut Nachfolger von General Cemal Tural, und zwar nunmehr als Oberkommandierender des Heeres (Türk Kara Kuvvetleri). Er übte diese Funktion bis zu seinem Eintritt in den Ruhestand am 16. August 1968 aus und wurde im Anschluss am 23. August 1968 abermals von General Memduh Tağmaç abgelöst.
Yılmaz, der verheiratet und Vater eines Kindes war, wurde nach seinem Tode auf dem Karacaahmet-Friedhof (Karacaahmet Mezarlığı) in Istanbul beigesetzt.